# Amastus gaujoni
Amastus gaujoni är en fjärilsart som beskrevs av De Toulgoët 1984. Amastus gaujoni ingår i släktet Amastus och familjen björnspinnare. Inga underarter finns listade i Catalogue of Life.